# 科西阿斯科縣 (印第安納州)
科西阿斯科县（英語：Kosciusko County，/ˌkɒskiˈʌskoʊ/ KOS-kee-US-koh）是位於美國印第安納州北部的一個縣。面積1,436平方公里。根據美國2000年人口普查，共有人口74,057人。縣治華沙（Warsaw）。
成立於1835年2月7日，縣政府成立於1836年2月4日，6月1日生效。縣名紀念支援美國獨立戰爭的波蘭人塔德乌什·柯斯丘什科。。